# Витомир Васић
Васић Витомир (Деспотовац, 1944) српски је професор и публициста. Завршио је Факултет политичких наука Универзитета у Београду, смер Друштвено-политички и стекао звање Дипломирани политиколог, Професор марксизма и социјалистичког самоуправљања.

## Рад
Радио је у Крагујевцу као професор Марксизма, Филозофије и Логике.
У Крагујевцу формира Омладинску политичку школу, оснива клуб младих самоуправљача "Тоза Драговић".
Оснива у Крагујевцу Политичку школу "Млади комунист" у оквиру ЈНА. Организује по школама и месним заједницама Семинаре самоуправљања. Свуда је поред организатора био и предавач.
У Комитету организације СКЈ ВЈ 9166 у Крагујевцу постаје предавач, а 7.11.1985. постаје аналитичар за Друштвено - политички систем у Команди СКЈ ВЈ. Поред обавеза у просвети нашао је време да буде и редовни предавач у Центру за марксистичко образовање "Црвени Барјак" у Крагујевцу.
Деведесетих година бавио се приватним предузетништвом. Отварао је и затварао пољопривредну апотеку, видео клуб, туристичку агенцију, продавницу здраве хране, агенцију за некретнине, књижару... 2007. године одлази у пензију.
Ообишао је 72 земље а један део путовања описује у својим књигама "Приче са путовања" и "Мистерије света" уз обиље фотографија. Пензионерске дане проводи у писању.

## Књиге
1. КАЛАУЗ - "Графомада" Кушиљево: 2004 171 стр.  978-86-906245-0-8. COBISS. SR-ID 117668364
2. МИСТЕРИЈЕ УМА - "Графомада" Кушиљево: 2005 300 стр.  86-906245-1-2 неважећи . COBISS. SR-ID 12926108
3. ТРЧАЊЕ ЗА ДУГОМ - "Графомада" Кушиљево: 2006 300 стр.  978-86-906245-1-5. COBISS. SR-ID 129261068
4. МИСТЕРИЈЕ ПРИРОДЕ - "Графомада" Кушиљево: 2007 230 стр.  86-906245-1-4 неважећи . COBISS. SR-ID 129261069
5. БОЖЈИ СЦЕНАРИО О ИСУСУ ХРИСТУ - "Дигитал-Дизајн" Смедеревска Паланка: 2007 233 стр.  978-86-85603-07-5. COBISS. SR-ID 144107788
6. СРБИНЕ ПРОБУДИ СЕ - "Дигитал-Дизајн" Смедеревска Паланка. 2008.  978-86-85603-11-2. COBISS. SR-ID 149196300
7. СПАСИТЕЉ - "Дигитал-Дизајн" Смедеревска Паланка: 2010 362 стр.  978-86-85603-20-4. COBISS. SR-ID-173459980
8. ДОКАЗИ О ПОСТОЈАЊУ БОГА - "Km-Print" Велика Плана: 2010 300 стр.  978-86-906245-2-2. COBISS. SR-ID 17922796
9. КАКО ЗАУСТАВИТИ АНТИХРИСТА И ВЛАДАРЕ ИЗ СЕНКЕ - "Беокњига" Београд: 2011 351 стр.  978-86-7694-344-9. COBISS. SR-ID 192492301
10. МИСТЕРИЈЕ СВЕТА - "Беокњига" Београд: 2011 351 стр.  978-86-7694-344-9. COBISS. SR-ID 185703416
11. ПРИЧЕ СА ПУТОВАЊА - "Беокњига" Београд: 2012 255 стр.  978-86-7694-392-0. COBISS. SR-ID 192492300
12. ДЕМОНИ ВЛАДАЈУ СВЕТОМ - "Беокњига" Београд: 2013 198 str.  978-86-7694-419-4. COBISS SR.ID 200508684
13. ТИТО И ВЛАДАРИ ИЗ СЕНКЕ - "Беокњига" Београд: 2014 351 стр.  978-86-7694-9 неважећи . COBISS. SR-ID 185703436
14. БОГАЂЕЉЕ УЗ ПОМОЂ БИБЛИЈЕ - "Беокњига" Београд: 2014 139 стр.  978-86-7694-438-5. COBISS. SR-ID 204998412
15. ИСТИНА И ЗАБЛУДЕ О ИСУСУ ХРИСТУ - "Беокњига" Београд: 2014 292 стр.  978-86-7694-344-9. COBISS. SR-ID 185703436
16. СРБИНЕ ПРОБУДИ СЕ И ПОЧНИ ДА ЖИВИШ - "Беокњига" Београд: 2014 209 стр.  978-86-7694-443-9. COBISS. SR-ID 185703436
17. МИСТЕРИЈЕ ДУШЕ - "Беокњига" Београд: 2015 207 str.  978-86-7694-443-9. COBISS. SR-ID 207294220
18. ПОТРАГА ЗА БОГОМ - "Беокњига" Београд: 2015 274 стр.  978-86-7694-453-8. COBISS. SR-ID 219191820
19. СРБИЈА У ОКОВИМА НОВОГ СВЕТСКОГ ПОРЕТКА - "Беокњига" Београд: 2017 221 стр.  978-86-7694-458-3. COBISS. SR-ID 227287820[2]